# Port Waikato
Pour les articles homonymes, voir Waikato.

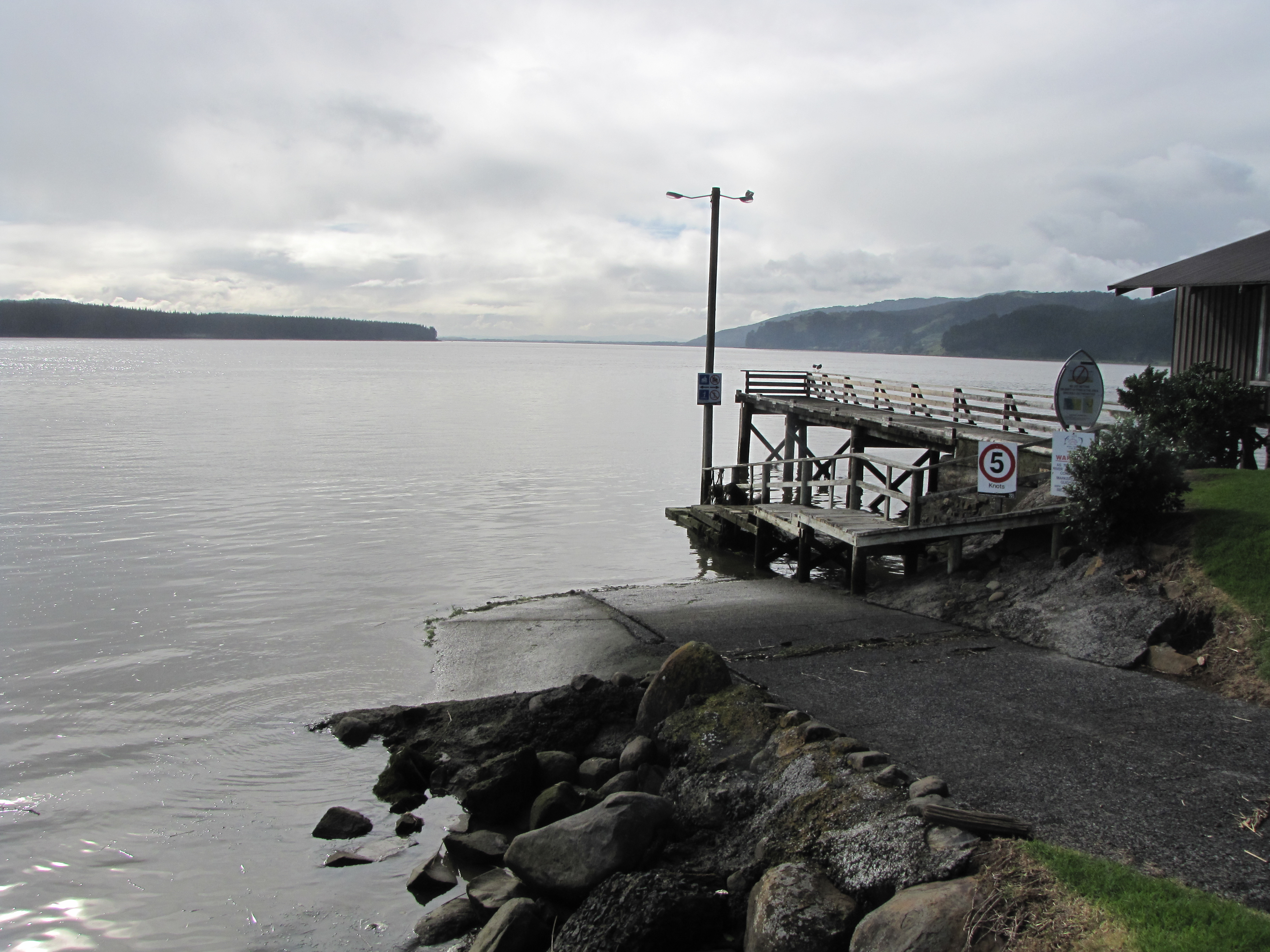
Quais dominant le fleuve Waikato

La ville de Port Waikato est une petite localité située sur la berge sud du fleuve  Waikato, près de son embouchure dans la mer de Tasman, dans le nord de l’'Île du Nord de la Nouvelle-Zélande.

## Situation
C'est maintenant une petite ville avec une population de moins de 300 habitants.
La ville s’étend sur trois  meshblocks ou zones statistiques (en) qui ont une population respectivement 51 habitants puis 228 résidents et 162 habitants en  2013, bien que le Conseil de District dit que la population serait de 1006 résidents).

### Municipalités limitrophes
C’était un port important durant les guerres maories ou guerres de Nouvelle-Zélande au XIXe siècle .

## Histoire
Ce fut le premier village colonial à être construit après les guerres, dont l’établissement a commencé en 1863.
Il avait jusqu’alors été dénommé 'Putataka' mais rapidement le nom actuel fut couramment usité.
Le nom Māori reste pour la colline de 354 m visible au-dessus de la ville.

## Activité économique
Pendant de nombreuses années, Port Waikato était un point de transbordement entre les bateaux de la Northern Steamship Co (en) et les vapeurs de rivière de la Waikato Shipping Co, qui furent mis en circulation par Caesar Roose (en) .
La fréquence des rotations augmenta jusqu’à deux fois par semaine en 1924.
À cette même époque, une excursion allant de la ville de Cambridge à Port Waikato avait lieu  2 ou 3 fois  par an, prenant  12 à 14 heures pour descendre le courant et quelques heures de plus pour le remonter .
Le Port a un Wharf Store, établi en 1893 avec une vente à emporter, un café, un camping, une bibliothèque, un hall communautaire, une station incendie, un club de surf avec sécurité, un club yachting et un club de pêche actif
Port Waikato est un spot de surf bien connu et est aussi une destination de pêche à la blanchaille (en) avec un lieu de vacances populaire.
Du poisson peut être attrapé au niveau des rochers et de la plage de surf en dehors des dunes de sable, qui bordent l’embouchure du fleuve.
Des Flets et des mullets sont aussi nombreux en utilisant la pêche à la senne.
C’est aussi une des quelques places où des os de fossiles de dinosaures (en) peuvent être trouvés provenant de la liste des dinosaures de Nouvelle-Zélande (en).
Juste au sud de la ville se trouvent des calcaires spectaculaires : des affleurements où l’épisode des «monts venteux» des scènes à partir de La Communauté de l'Anneau furent enregistrées.